# Enzo Casalini
Vincenzo Casalini, meglio noto come Enzo (Roma, 2 dicembre 1886 – Rovigo, 18 novembre 1963), è stato un politico e ingegnere italiano, deputato del Regno d'Italia dal 1924 al 1943 nonché Sottosegretario al Ministero delle finanze dal 1928 al 1932.

## Biografia
Era discendente di una delle più illustri famiglie polesane, proprietaria di grandi fondi agrari. Il padre Alessandro, aveva partecipato alla spedizione dei Mille e nel 1895 era stato eletto deputato del Regno. Lo zio Giovanni Battista invece si era affermato nel corso degli anni come l'esponente di spicco destra liberale locale e degli agrari polesani. Nel 1898 fondò il quotidiano liberale Corriere del Polesine e tre anni dopo fonderà l'Associazione fra proprietari e fittavoli della provincia di Rovigo. Nel luglio del 1896 insieme ad alcuni residenti britannici ed alcuni esponenti della nobiltà capitolina, fonda il Foot Ball Club di Roma, meglio noto come Roman. Combatté nella prima guerra mondiale, raggiungendo il grado di capitano del genio. Trascorse la gioventù a Roma, dove era nato. Si stabilì a Rovigo nel 1920, per curare gli affari di famiglia viste condizioni di salute precarie del padre. Il 20 dicembre dello stesso anno Casalini s'iscrisse al locale fascio di combattimento, fondato pochi mesi prima dal giornalista Pino Bellinetti. L'ingresso di Casalini, che adesso gestiva anche il Corriere del Polesine, consentì al movimento fascista rodigino, ancora poco organizzato e con pochi iscritti, di suggellare una solida alleanza con l'agraria polesana e, di conseguenza, di assicurarsi una solida base economica per ottenere mezzi, armi e munizioni. Nei mesi successivi guidò una serie di violente spedizioni punitive che non solo misero in ginocchio il locale movimento socialista. In questo periodo si legò con i Tra il novembre e il dicembre 1921 Casalini fu processato insieme ad altri fascisti della zona per l'omicidio del capolega socialista di Granzette Luigi Masin, assassinato davanti ai suoi figli la notte tra l'11 ed il 12 aprile precedenti, e di complicità in varie spedizioni punitive. Nonostante le numerose testimonianze che ne provavano il ruolo di vertice e i legami con gli squadristi, Casalini fu assolto. Nei mesi successivi continuò a spalleggiare le spedizioni punitive che insanguinavano il Polesine. Nel gennaio 1922 fu nuovamente processato per un carico di armi rinvenuto nella sua automobile e risultato impiegato in un attacco contro i socialisti a Canaro. Anche in questo caso Casalini proclamò la sua estraneità e fu assolto. Nel 1926 fece parte della società per azioni costituita per l'acquisto de Il Giornale d'Italia.

### Carriera politica
Militò da subito nel Partito Nazionale Fascista, diventando uno dei maggiori esponenti del fascismo polesano, e fu Console generale nella Milizia Volontaria per la Sicurezza Nazionale nonché Segretario provinciale dei Fasci del Polesine. Risultò a capo della spedizione che uccise Luigi Masin, cassiere della Lega dei braccianti e dei contadini, nonché nei raid di danneggiamento dei circoli socialisti di Boara Polesine e Granzette.
Nel 1924 fu eletto alla Camera dei deputati (poi divenuta Camera dei fasci e delle corporazioni) nella XXVII legislatura e rimase in carica anche per le successive tre legislature fino al 2 agosto 1943. Quattro anni dopo fu nominato Sottosegretario al Ministero delle finanze nel governo Mussolini, con la nomina a Ministro di Antonio Mosconi, e nello stesso periodo assunse la presidenza della Cassa di Risparmio di Rovigo che traghettò verso la fusione con la Cassa di Risparmio di Padova nella Cassa di Risparmio di Padova e Rovigo (poi confluita in Cassa di Risparmio del Veneto). Durante la Grande depressione agevolò la fusione dei piccoli istituti di credito operanti in provincia di Rovigo che confluirono nella sua banca.
Nel corso del 1930, alla morte di Michele Bianchi, gli fu offerto di succedergli nella carica di quadrumviro del fascismo ma rifiutò. Due anni dopo terminò il suo mandato di Sottosegretario. Nel 1934 La Voce del Mattino cessò le pubblicazioni. In un periodo imprecisato ha svolto anche il ruolo di commissario di Agea, società municipalizzata del governatorato di Roma per l'erogazione dell'energia elettrica e del servizio idrico.
Morì a Rovigo nel 1963.